# Scopulariopsis murina
Scopulariopsis murina är en svampart som beskrevs av Samson & Klopotek 1972. Scopulariopsis murina ingår i släktet Scopulariopsis och familjen Microascaceae.   Inga underarter finns listade i Catalogue of Life.